# Swiftia beringi
Swiftia beringi är en korallart som först beskrevs av Nutting 1912.  Swiftia beringi ingår i släktet Swiftia och familjen Plexauridae. Inga underarter finns listade i Catalogue of Life.